# Mercedes-Benz W214
«Мерседе́с-Бенц» 214-й серии (нем. Mercedes-Benz Baureihe 214) — линейка легковых автомобилей бизнес-класса немецкой марки «Мерседес-Бенц», шестое поколение E-класса в фирменном модельном ряду компании, приходящее на смену 213 серии. Как и предыдущее поколение, Mercedes-Benz W214 собирается на основе модульной платформы MRA, имеет бо́льшие габариты, оснащается множеством современных систем безопасности и помощи водителю (в том числе технологией автономного вождения и парковки), а также новыми и модернизированными силовыми агрегатами с подключаемым модулем. Внешне автомобиль напоминает Mercedes-Benz EQE.
Испытания седана проходят в США, а универсала — в Германии. Купе и кабриолеты входят в семейство Mercedes-Benz CLE.
На приборной панели присутствует мультимедийная система с «плотным» тачскрином, диагональ приборной панели увеличена. Двигатели V8 в моторной гамме отсутствуют.